# Pavel Sivakov
Pavel Sivakov, né le 11 juillet 1997 à San Donà di Piave (Italie), est un coureur cycliste franco-russe. Il effectue la première partie de sa carrière sous licence russe puis, alors qu'il possède la nationalité française depuis 2017, il court officiellement sous licence française depuis le 4 mars 2022.
Spécialiste des courses par étapes, il a notamment remporté le Tour des Alpes 2019 et le Tour de Pologne 2019.
Il est le fils de deux cyclistes, Alexei Sivakov et Aleksandra Koliaseva.

## Biographie

### Jeunesse et carrière amateur
Pavel Sivakov naît le 11 juillet 1997 à San Donà di Piave, dans la province de Venise en Italie. Ses parents sont des cyclistes russes : Aleksandra Koliaseva est notamment championne du monde du contre-la-montre par équipes en 1993 et 1994 avec l'équipe de Russie et Alexei Sivakov est professionnel de 1996 à 2005. À un an, Pavel Sivakov déménage avec sa famille en région parisienne, son père ayant signé un contrat professionnel avec l'équipe française Big Mat-Auber 93. Il grandit ensuite à Soueich (Haute-Garonne),.
Il commence le cyclisme en catégorie minime deuxième année, « à treize ou quatorze ans », au St Go Cyclisme Comminges. En catégorie junior, en 2014 et 2015, il court pour le Team Culture Vélo, équipe de l'Intégrale Bicycle Club Isle-Jourdain. Il gagne notamment en 2015 deux courses prestigieuses du calendrier junior : le Tour des Flandres juniors et le Tour de Haute-Autriche juniors.
En 2016, il est engagé par BMC Development, équipe formatrice associée à l'équipe professionnelle BMC. Pour sa première année, il se classe notamment second de Liège-Bastogne-Liège espoirs et de l'Olympia's Tour. Il remporte sa seule victoire de la saison en mai, à l'occasion du prologue du Tour de Berlin. La saison suivante, il réalise un triplé inédit en remportant trois grandes courses par étapes espoirs : Ronde de l'Isard, Girobio et Tour de la Vallée d'Aoste. Ces performances le placent comme l'un des grands favoris du Tour de l'Avenir avec Egan Bernal. Rapidement hors du coup pour le général, il parvient à décrocher une victoire lors de la 9e et dernière étape, gagnant au passage le maillot de meilleur grimpeur. En septembre 2017, il obtient la nationalité française, après avoir vécu plusieurs années en France, dont une grande partie de son enfance dans les Pyrénées, mais continue de courir avec une licence russe.

### Ineos (2018-2023)

#### Saison 2018
En 2018, l'équipe Sky annonce l'arrivée de Sivakov dans son effectif. Le coureur signe alors son premier contrat professionnel. Il remporte en mars le contre-la-montre par équipes de la Semaine internationale Coppi et Bartali, dont il prend la quatrième place finale. Il participe à sa première course à étapes World Tour à l'occasion du Tour du Pays basque. Après les Tours de Romandie et de Californie, qu'il court en tant qu'équipier, il prend la quatorzième place du Tour de Suisse, en partie grâce à sa sixième place dans le contre-la-montre final. Il participe ensuite à son championnat national où il finit deuxième de l'épreuve contre la montre et huitième de la course en ligne. Après avoir disputé le Tour de Pologne en août, il prend part au Tour d'Espagne, son premier grand tour, mais doit abandonner lors de la 14e étape, quelques jours après une lourde chute. Sa saison se conclut par une sélection pour les deux épreuves des championnats du monde de cyclisme, puis par une 27e place au Tour de Guangxi.

#### Saison 2019
Sa saison débute en Australie par la Cadel Evans Great Ocean Road Race, puis par le Herald Sun Tour dont il prend la huitième place. Il participe ensuite au Tour de Catalogne, qu'il termine trentième et où il est un équipier précieux en montagne. Annoncé sur le Tour d'Italie comme équipier d'Egan Bernal, il dispute en guise de préparation le Tour des Alpes. Il y remporte l'étape reine prenant au passage la tête du classement général. Il réussit à la conserver jusqu'à l'arrivée, malgré un Vincenzo Nibali très offensif.
Cependant, à une semaine du départ du Tour d'Italie, Bernal se fracture la clavicule à l'entrainement. Par conséquent, Sivakov prend le départ de la course au maillot rose avec le statut de co-leader avec Tao Geoghegan Hart. Assez discret lors des premières étapes, il se montre à l'aise dès l'arrivée de la haute montagne, prenant l'ascendant sur son coéquipier. Ainsi il pointe au huitième rang à la fin de la deuxième semaine ainsi qu'en tête du classement des jeunes. Il montre quelques limites en dernière semaine, perdant notamment le maillot blanc au profit de Miguel Angel Lopez, mais il parvient à conserver la neuvième place finale. Après cette performance, il enchaîne quelques semaines plus tard avec la Route d'Occitanie, course lui tenant à cœur car elle passe par « ses routes d'entrainement ». Lors de l'étape-reine, il attaque les leaders dans le port de Balès (avant dernière difficulté de la journée), mais il est repris à quelques kilomètres de l'arrivée à l'Hospice de France. Il se classe huitième.
Après un mois et demi sans courir, il renoue avec la compétition à l'occasion du Tour de Pologne. Celui-ci est marqué par le décès de Bjorg Lambrecht lors de la troisième étape, coureur que Sivakov avait souvent affronté dans les courses de jeunes. L'étape suivante étant neutralisée, le classement général se joue sur les deux derniers jours. Lors de l'avant-dernière étape, Pavel Sivakov réussit à s'isoler dans un groupe de trois coureurs, mais il est battu au sprint par Jonas Vingegaard. Celui-ci étant distancé tôt dans la course le lendemain, Sivakov se retrouve leader virtuel. À partir de là, son équipe Ineos filtre les attaques, ne laissant sortir que des coureurs loin de lui au classement général. Ainsi il n'est pas inquiété et remporte tranquillement sa première course par étape classée en World Tour, deux secondes devant Jai Hindley. Après un Tour d'Allemagne conclu à une modeste 52ème place, il est désigné comme "coureur protégé" lors du Tour de Grande Bretagne. Classé 3ème après le contre la montre, il perd quelques précieuses secondes par la suite, et termine finalement à 2 secondes du podium final.
Il est sélectionné comme leader pour les mondiaux mais, à la suite d'une chute survenue à l'entrainement, il ne participe finalement pas au contre la montre, et est contraint d'abandonner la course en ligne, disputée sous des conditions diluviennes.

#### Saison 2020
L'année 2020 commence au Tour Down Under, qu'il termine à une modeste seizième place du classement final, mais qui lui permet tout de même de remporter le classement du meilleur jeune. Sa performance est en revanche plus satisfaisante sur la Cadel Evans Great Ocean Road Race où, très offensif, il parvient à se détacher en compagnie de Dries Devenyns, qui le battra finalement au sprint. En revanche il est décevant lors du Tour de la Provence, notamment lors de l'étape reine arrivant au chalet Reynard où il explose et termine à 4 minutes 30 du vainqueur Nairo Quintana. Il se classe finalement 21e. Il est ensuite deuxième de la Route d'Occitanie derrière son leader Egan Bernal, puis onzième du Critérium du Dauphiné. Il est victime d'une chute lors de la première étape de son premier Tour de France et n'est pas en mesure de peser sur la course. En octobre, il déclare vouloir continuer à représenter la Russie, au moins jusqu'aux Jeux olympiques de Tokyo en 2021.

#### Saison 2021
Pavel Sivakov est au départ du Tour d'Italie 2021. Il a pour chef de file Egan Bernal mais n'écarte pas la possibilité d'être un leader de rechange. Il chute au cours de la cinquième étape, Blessé à une épaule, il ne repart pas le lendemain,.

#### Saison 2022
Quelques heures après le début de l'invasion de l'Ukraine par l'armée russe, Pavel Sivakov affiche son soutien au peuple ukrainien: « je ne peux pas cautionner ce qu'il se passe en Ukraine, toutes mes pensées vont au peuple ukrainien ». Il estime aussi que « la plupart des Russes ne veulent que la paix et n'ont jamais demandé ce qu'il se passe actuellement. Nous ne devons donc pas être ciblés ou haïs juste pour nos origines ». L'UCI annonce qu'elle facilite les démarches administratives pour les coureurs russes binationaux, qui voudraient changer de nationalité. Pavel Sivakov prend sa licence française le 4 mars 2022.
Deuxième de la Classique de Saint-Sébastien, il remporte ensuite le Tour de Burgos. Sélectionné pour le Tour d'Espagne, il est neuvième du classement général au terme de la dixième étape. Testé positif au SARS-CoV-2 le lendemain, il ne prend pas le départ de la onzième étape.

#### Saison 2023
Pavel Sivakov commence sa saison en France sur l’Étoile de Bessèges qu’il termine à la 5e place. Il part ensuite en Espagne et participe en tant qu’équipier à deux courses d’un jour de la  Clásica de Almería et le Tour de Murcie. Puis sur la course par étapes du Tour d'Andalousie qu’il termine en 10e position. Il continue sa saison sur Paris-Nice où il signe une belle 9e place au général et 3 top 10 sur des étapes. Sur le Tour des Alpes, il termine dans le top 10 au général. Sa campagne des classiques se limite à Liège-Bastogne-Liège, où il finit 14e après avoir aidé son leader Tom Pidcock. En mai, il s’élance de Fossacesia avec comme objectif la victoire de son leader Geraint Thomas sur le Tour d’Italie. Malheureusement il abandonne lors de la 16e étape, malade. Après plusieurs mois de convalescence, le Français ne prend pas le départ du Tour de France mais celui du Tour d'Autriche qu’il termine en 5e position, alors qu’il était encore une fois équipier. En août il participe au Tour de Pologne et au Tour d'Allemagne où il termine respectivement 14e et 4e du classement général. Sur les classiques de fin de saison, Sivakov joue l’équipier modèle et ne fait pas de résultats notables sur la Bretagne Classic, le Grand Prix de Québec, le Tour d'Émilie, les Trois vallées varésines et le Tour de Lombardie. Malgré cela, les circonstances de courses font qu’il devient leader au Grand Prix de Montréal (2e) sur la Coppa Sabatini (2e) et sur le Tour de Toscane (vainqueur).

### UAE Emirates (2024-)

#### Saison 2024
Le Français fraîchement arrivé dans l’équipe commence sa saison lors du Tour de Valence qu’il abandonne lors de la 3e étape à cause d’une blessure aux ischio-jambiers. Il reprend un mois plus tard avec le Tour de Catalogne qui est remporté par son leader Tadej Pogačar, puis sur le Grand Prix Miguel Indurain, encore une fois remporté par son leader Brandon McNulty. Sur le Tour des Abruzzes, Sivakov est cette fois leader mais ne parvient pas à remporter la course et termine 2e à 31 secondes du vainqueur. Malgré cela, il signe sa première victoire de la saison sur la 4e étape. Le Franco-russe enchaîne avec le Tour de Romandie et le Critérium du Dauphiné où il joue en rôle d’équipier. Sélectionné pour participer à la 111e édition du Tour de France, Sivakov ne déçoit pas et contrôle le peloton pendant 3 semaines et permet, entre autres à Pogacar de gagner sa 3e Grande Boucle. En août, il prend le départ de la Tour d'Espagne, pendant la première semaine il joue un rôle d'électron libre, lors de la 7e étape, il s'échappe à 2 kilomètres de la ligne mais est rattrapé à 200 mètres de l'arrivée.

#### Saison 2025
En février 2025, il se classe troisième des deux premières étapes du Tour d'Andalousie et s'empare du maillot jaune à l'issue de la 2e étape à Torredelcampo. Ensuite, il gère son avance pendant les trois dernières étapes et remporte ce tour devant Clément Berthet et Tom Pidcock.

## Palmarès et classements mondiaux

### Palmarès amateur
- 2014[26]
  - Ronde des vallées :
    - Classement général
    - 1re étape

  - 2e du Grand Prix Rüebliland
- 2015
  -  Champion de Russie du contre-la-montre juniors
  - Tour des Flandres juniors
  - Tour de Haute-Autriche juniors:
    - Classement général
    - 2e étape

  - Prix du Conseil Général de l'Ardèche
  - Prix de la ville d'Aubenas :
    - Classement général
    - 2e étape

  - Grand Prix National de Cintegabelle
  - 2e des Boucles du Tarn et du Sidobre
  - 3e du Tour de Basse-Saxe juniors
- 2016
  - Prologue du Tour de Berlin (contre-la-montre par équipes)
  - 1re étape du Tour de la Vallée d'Aoste (contre-la-montre par équipes)
  - 2e de Liège-Bastogne-Liège espoirs
  - 2e du championnat de Russie sur route espoirs
  - 2e de l'Olympia's Tour
- 2017
  - Ronde de l'Isard :
    - Classement général
    - 2e et 4e étapes

  - Classement général du Girobio
  - Tour de la Vallée d'Aoste :
    - Classement général
    - 3e étape

  - 9e étape du Tour de l'Avenir
  - 2e de l'Olympia's Tour

### Palmarès professionnel
- 2018
  - 1re étape b de la Semaine internationale Coppi et Bartali (contre-la-montre par équipes)
  - 2e du championnat de Russie du contre-la-montre
- 2019
  - Tour des Alpes :
    - Classement général
    - 2e étape

  - Classement général du Tour de Pologne
  - 9e du Tour d'Italie
- 2020
  - 2e de la Cadel Evans Great Ocean Road Race
  - 2e de la Route d'Occitanie
- 2021
  - 9e du championnat d'Europe sur route
- 2022
  - Classement général du Tour de Burgos
  - 2e de la Classique de Saint-Sébastien
- 2023
  - Tour de Toscane
  - 2e du Grand Prix cycliste de Montréal
  - 2e de la Coppa Sabatini
  - 3e du Mémorial Marco Pantani
  - 9e de Paris-Nice
- 2024
  - 4e étape du Tour des Abruzzes
  - 2e du Tour des Abruzzes
  - 5e du Tour du Guangxi
  - 6e du Tour de Lombardie
  - 9e du Tour d'Espagne
- 2025
  - Classement général du  Tour d'Andalousie

### Résultats sur les grands tours

#### Tour de France
3 participations 
- 2020 : 87e
- 2024 : 32e
- 2025 : 87e

#### Tour d'Italie
4 participations
- 2019 : 9e
- 2021 : non-partant (6e étape)
- 2022 : 16e
- 2023 : abandon (16e étape)

#### Tour d'Espagne
4 participations
- 2018 : abandon (14e étape)
- 2021 : 35e
- 2022 : non-partant (11e étape)
- 2024 : 9e

### Classements mondiaux
| Année                                 | 2016 | 2017 | 2018 | 2019 | 2020 | 2021 | 2022 | 2023 | 2024 |
| ------------------------------------- | ---- | ---- | ---- | ---- | ---- | ---- | ---- | ---- | ---- |
| UCI World Tour                        | nc   | nc   | 215e |      |      |      |      |      |      |
| Classement mondial                    | 862e | 437e | 410e | 59e  | 88e  | 162e | 95e  | 57e  | 78e  |
| UCI Europe Tour                       | 554e | 271e | 424e | 47e  | 73e  | 139e | 80e  | 46e  | 60e  |
| UCI Asia Tour                         | nc   | nc   | 485e |      |      |      |      |      |      |
|                                       |      |      |      |      |      |      |      |      |      |
| Légende : nc = non classéSource : UCI |      |      |      |      |      |      |      |      |      |